# VAIT (Rock-Band)
VAIT ist eine Pop-Rock-Band aus Bad Aibling.
Die Band um Frontmann und Liedermacher Ralf Müller spielt Musik mit deutschsprachigen Texten im Bereich Pop/Rock.
VAIT spielt Konzerte auf nationaler wie auch internationaler Ebene sowohl in klassischer Singer-Songwriter-Besetzung (2× Gitarre, 2× Gesang) als auch mit kompletter Band.

## Geschichte
Ralf Müller startete seine Karriere mit 14 Jahren als Soloprojekt: Nachdem die E-Gitarre des Songwriters – der bis dato in der regionalen Punkband „Faustschlag“ spielte – bei einem Auftritt gestohlen wurde, schrieb Müller auf seiner alten Akustikgitarre die ersten Songs als VAIT. In Eigenproduktion entstand Anfang 2011 das Album „Wo ist zuhause“. Aufgenommen wurde dieses im Heimstudio von VAIT. Im August 2011 ging Müller auf Europatour (Frankreich, Spanien, Italien) und wollte für diese Tour eine EP aufnehmen, die das Gefühl der Freiheit auf Reisen widerspiegelt.
Die Produktion sollte bei dieser CD den akustischen Charakter des Vorgängers behalten, jedoch mit weiteren Instrumenten durchgeführt werden. Bei der Suche nach einem passenden Tonstudio stieß Müller auf den Produzenten, Coverbandmusiker und Gitarristen Benedikt Dorn, der die Produktion durchführte und seit der EP „Freiheit oben drauf“ fester Bestandteil der Band ist.
Bei der Produktion spielte Paul Schmitz – der bisher dahin in Rock-’n’-Roll-Bands in der Region aktiv war – das Schlagzeug. Schmitz war den Musikern bereits durch seine musikalischen Aktivitäten im Landkreis langjährig bekannt. Bis Mitte 2012 spielte Marinus Schmid Bass, wurde jedoch durch Paul Schmitz' ehemaligen Bandkollegen Stefan Strattner ersetzt.
VAIT beendeten Anfang 2014 die Arbeiten an ihrem kommenden Album „Ab hier kann ich allein“, das am 4. April 2014 via F.A.M.E. Artist Recordings GmbH / Sony Music Entertainment erschienen ist.
Im September 2015 (KW39) wurde VAIT mit dem Song „Parkbank“ „Liebling der Woche“ bei „Matthias Matuschik der andere Abend“ auf Bayern 3 und im November spielten sie auch auf dem CD Release Feier vom Album „Matuschkes Lieblinge Vol. 4 CD“ auf der sie auch vertreten sind.
Am 8. April 2016 veröffentlichten VAIT das Album „sei dankbar“.
Am 5. Mai 2016 gaben VAIT bekannt, dass der Schlagzeuger Paul Schmitz die Band verlassen wird. VAIT spielen seitdem mit wechselnden Schlagzeugern.

## Live
- VAIT tourten 2011 sowohl in Deutschland als auch im Ausland und spielten 46 Konzerte.
- 2012 gaben VAIT 102 Konzerte
- 2013 gaben VAIT 76 Konzerte
- 2014 gaben VAIT 86 Konzerte
- 2015 gaben VAIT 64 Konzerte
- VAIT teilten sich die Bühne u. a. mit LaBrassBanda, Foreigner, Stefan Dettl, Kellner, Marc Forster, Werner Schmidbauer, Manfred Mann’s Earth Band, The Hooters, Max von Milland,  Ya-Ha!, der Mundwerk-Crew, den Killerpilzen, und Keller Steff.

## Wohnzimmerkonzerte
VAIT spielen neben Auftritten auf großen Bühnen auch Wohnzimmerkonzerte im intimen Rahmen:
Egal ob in der Garage, in der Küche, auf dem Dachboden oder im Keller, die Band fährt durch die gesamte Bundesrepublik, um vor ihren Fans zu spielen.

## Diskografie
- 2011: Wo ist Zuhause (Album)
- 2011: Freiheit oben drauf (EP)
- 2012: Zwischen Verbergen und Verstehen (Doppelalbum / Audiotoxin.com)
- 2012: Verkehrt (Single)
- 2014: Wenn wir wüssten (Single)
- 2014: Ab hier kann ich allein (Album)
- 2015: Parkbank (Single)
- 2016: Jetzt (Single)
- 2016: Sei dankbar (Album)